# Студитов-Парфенов Петро Іванович
Петро Іванович Студитов (Никанор Петрович Парфенов) (20 липня 1888, село Башкіно Боровського повіту Калузької губернії, тепер Калузької області, Російська Федерація — серпень 1969, місто Москва, тепер Російська Федерація) — радянський діяч, діяч органів державної безпеки. Член ВЦВК та ЦВК СРСР 5-го скликання. Член Центральної контрольної комісії ВКП(б) у 1925—1930 роках. 

## Життєпис
Народився в родині робітника-текстильника. Ім'я при народженні — Парфенов Никанор Петрович. Навчався три роки в початковій сільській церковнопарафіяльній школі.
До 1902 року жив на селі, допомагав батькам у господарстві. У 1902 році був учень у граверній майстерні, але кинув роботу та втік від хазяїна. З 1902 по 1903 рік проживав у селі Башкіно.
У 1903—1905 роках — котлочист, учень механічного цеху прядильно-ткацької фабрики міста Нарофомінськ. У 1905—1907 роках — токар механічного цеху прядильно-ткацької фабрики міста Нарофомінськ.
У 1907 році був учасником підготовки робітничого страйку на фабриці. Тоді ж заарештований поліцією за участь у революційному русі, перебував у в'язниці міста Вереї.
У 1909—1911 роках — робітник екіпажно-автомобільної фабрики Ільїна у місті Москві.
З 1911 по грудень 1912 року — токар московської оптико-механічної фабрики «Таубер та Цвєтков». Був активним учасником революційного руху в Москві та Московській губернії; займався поширенням нелегальної літератури, навчанням робітничих основ страхування, збирав кошти на більшовицьку газету «Правда».
У 1913—1914 роках — токар технічного училища міста Єгор'євська Московської губернії. У 1914 році звільнений із роботи за організацію протесту робітників.
Член РСДРП(б) з 1914 року.
У 1914—1915 роках — токар московського заводу «Динамо», член заводської групи РСДРП (більшовиків), член Спілки робітників-металістів Москви. У 1915 році заарештований в Москві під час підготовки загального страйку; сидів у в'язниці Москви. 
Після звільнення переїхав до Петрограда, де до листопада 1915 року працював токарем заводу «Айваз». Займався агітаційною роботою, протидіяв урядовому «Військово-промисловому комітету», боровся проти групи «обронців» К.А. Гвоздєва, займався виготовленням фальшивих паспортів для революціонерів.
У листопаді 1915 року заарештований, сидів в одиночній камері петроградської в'язниці. У червні 1916 року звільнений до суду під гласний нагляд поліції. Того ж місяця втік із Петрограда в Пермську губернію із фальшивим паспортом на ім'я Студитова Петра Івановича.
У 1916—1917 роках — токар Лисьвенського заводу Пермської губернії, учасник масових акцій робітників проти адміністрації та влади.
З квітня 1917 року — член бюро Лисьвенської організації РСДРП(б); голова загального фабрично-заводського комітету міста Лисьви та член Уральського загального фабрично-заводського комітету.
У 1917 році — голова Центральної ради заводських комітетів гірничого округу Пермської губернії.
Учасник Жовтневого перевороту 1917 року в Петрограді; брав участь у збройному повстанні.
У листопаді 1917 — січні 1918 року — член штабу Червоної гвардії Лисьвенського заводу.
Одночасно в листопаді 1917 — 1918 року — заступник голови Лисьвенської ради робітничих депутатів Пермської губернії, заступник голови страхової каси Лисьвенського заводу.
У 1918 році — голова Лисьвенської надзвичайної комісії (ЧК).
З жовтня 1918 по 1919 рік служив у Червоній армії: співробітник політичного відділу Червоної Уральської дивізії.
У грудні 1918 — січні 1919 року — голова Уральської обласної евакуаційної комісії. З січня по липень 1919 року — голова В'ятської губернської комісії з ліквідації Уральських установ (ліквідком).
У серпні 1919 — 12 березня 1920 року — завідувач відділу управління та член виконавчого комітету Єкатеринбурзької губернської ради.
24 березня — травень 1920 року — завідувач Єкатеринбурзького губернського відділу державного контролю.
У травні — червні 1920 року — член виконавчого комітету Тобольської губернської ради.
У липні 1920 — 6 лютого 1922 року — голова Тюменської губернської надзвичайної комісії (ЧК) із боротьби з контрреволюцією, саботажем та злочинами за посадою. З лютого по грудень 1922 року — начальник Тюменського губернського відділу ДПУ.
28 січня 1923 — лютий 1924 року — начальник Архангельського губернського відділу ДПУ. Одночасно з 1923 по лютий 1924 року — начальник Управління Північних таборів ОДПУ на Соловецьких островах.
5 квітня — 14 грудня 1924 року — начальник Курського губернського відділу ДПУ.
У грудні 1924 — 1927 року — голова Курської губернської контрольної комісії ВКП(б) — завідувач Курського губернського відділу робітничо-селянської інспекції.
З 1927 по 1928 рік навчався у Комуністичній академії в Москві.
У липні — серпні 1928 року — уповноважений Центральної контрольної комісії ВКП(б) — Народного комісаріату робітничо-селянської інспекції СРСР по Середньоволзькій області в місті Самарі.
У серпні 1928 — жовтні 1929 року — голова Середньоволзької обласної контрольної комісії ВКП(б) — начальник Середньоволзького обласного управління робітничо-селянської інспекції в місті Самарі. У жовтні 1929 — січні 1930 року — голова Середньоволзької крайової контрольної комісії ВКП(б) — начальник Середньоволзького крайового управління робітничо-селянської інспекції в місті Самарі.
До серпня 1930 року — уповноважений Центральної контрольної комісії ВКП(б) — Народного комісаріату робітничо-селянської інспекції СРСР у Торгпредстві СРСР у Німеччині.
У серпні 1930 — 1932 року — член та голова правління Всесоюзного об'єднання верстатобудівної промисловості «Союзверстатоінструмент» Вищої ради народного господарства СРСР у Москві.
З 1932 року — начальник лекально-каліберного управління Всесоюзного інструментального об'єднання в Москві. Член Всесоюзного товариства старих більшовиків.
У червні — 17 вересня 1936 року — керуючий тресту «Медінструмент» у Москві.
Працював на господарській роботі в Тюменській області.
З 1957 року — пенсіонер у Москві.
Помер у серпні 1969 року. Похований на Новодівичому цвинтарі Москви.